# Rivella AG

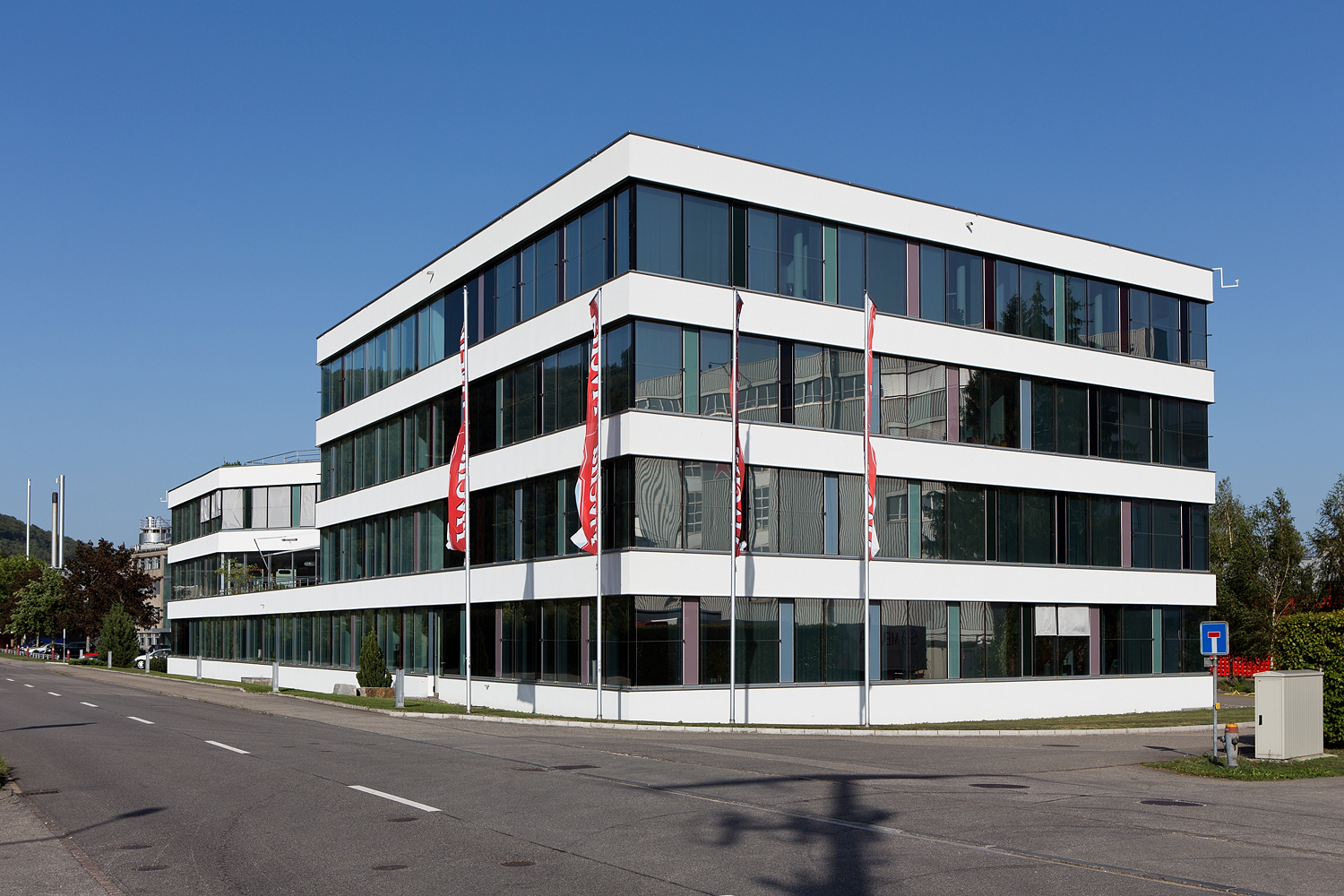
Rivella Verwaltungssitz in Rothrist (2015)

Die Rivella AG ist ein schweizerischer Getränkehersteller mit Sitz in Rothrist. Bekanntes Produkt ist Rivella, davon wurden 2015 107 Millionen Liter in der Schweiz, Niederlande, Deutschland, Luxemburg, Frankreich, Österreich und Australien verkauft.

## Geschichte
Rivella wurde 1952 von Robert Barth gegründet, der aus der damals nicht genutzten Molke ein Erfrischungsgetränk entwickelte. Im gleichen Jahr begann er in Stäfa die Produktion. Der Markenname Rivella ist aus dem gekürzten italienischen Wort für Offenbarung (Rivelazione) entstanden. In der Nähe des Nordostschweizer Milchverbands baute Barth 1953 in Uster einen Produktionsstandort für Milchserumkonzentrat. Zudem soll der Verband Schweizer Mineralquellen nach der Markteinführung Rivellas angekündigt haben, keine Getränke an Wirte und Ladeninhaber zu liefern, sollten diese Rivella verkaufen. Auch das Eidgenössische Turnfest verbot 1955 den Verkauf der Getränke von Rivella. Seit 1983 gehört auch die Fruchtsaftfirma Michel zum Unternehmen. Die Rivella Blau wurde 1959 auf den Markt gebracht, 1995 wurde die Mivella eingeführt. 2008 erschien die Rivella Gelb erstmals. Seit 2011 wird das Familienunternehmen von Erland Brügger geleitet, Verwaltungsratspräsident ist der Sohn des Gründers Alexander Barth. Das Unternehmen beschäftigte 2016 260 Mitarbeiter. 2019 wurde die auf Vitaminwasser spezialisierte Fluidfocus AG aus Zürich übernommen. 2020 wurden insgesamt 98 Millionen Liter Getränke verkauft, 2021 noch 92 Millionen Liter. 2022 stieg Rivella ins Eistee-Geschäft ein.

## Marken
- Rivella
- Focus Water
- Michel
- Passaia (1964–2022)[13][14]
- URS (2018–2021)[15][16]
- Vitea
- eau&moi
- Enertea[12]